# Municipio de San Andrés Itzapa
Municipio de San Andrés Itzapa är en kommun i Guatemala.   Den ligger i departementet Departamento de Chimaltenango, i den sydvästra delen av landet, 40 km väster om huvudstaden Guatemala City.